# Christoph Blumhardt

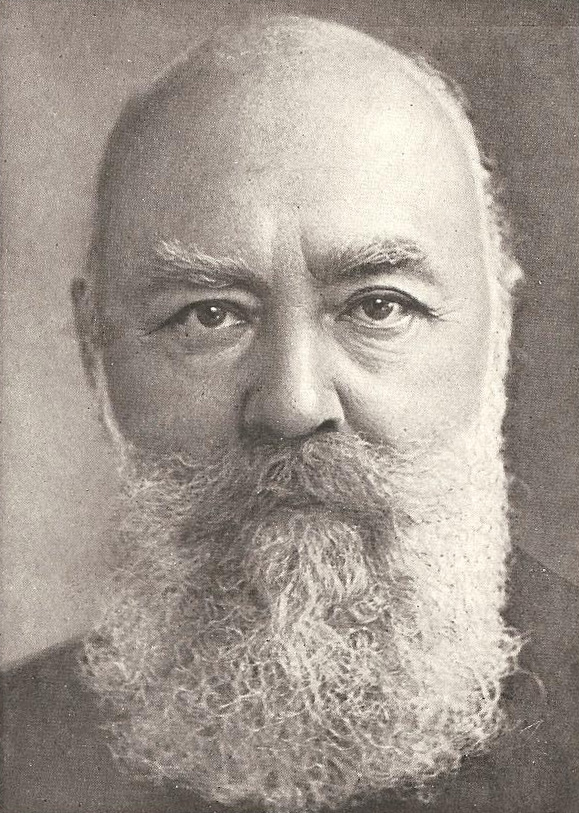
Christoph Blumhardt (ca. 1917)

Christoph Friedrich Blumhardt (Möttingen bij Calw 1 juni 1842 - Jebenhausen bij Göppingen 2 augustus 1919) was een Duits luthers predikant, evangelist, gebedsgenezer en socialistisch politicus.

## Biografie
Zijn vader was de bekende predikant en gebedsgenezer Johann Christoph Blumhardt (1805-1880). Hij studeerde theologie aan de universiteit van Tübingen en was aansluitend als hulppredikant verbonden aan het evangelisatiecentrum van zijn vader in Bad Boll. In 1870 trouwde hij met de boerendochter Emilie Bräuninger. Na het overlijden van zijn vader in 1880 was hij diens opvolger als evangelist te Bad Boll. Evenals zijn vader was hij naast evangelist ook gebedsgenezer. In 1888 was hij tot de conclusie gekomen dat de komst van Koninkrijk van God niet bestaat in louter genezingen van zieken. Hij bleef als gebedsgenezer werkzaam, zij het echter niet meer in het openbaar. Hij keerde zich tegen de individualistische trek in het piëtisme waarin het gaat om de persoonlijke verlossing. Het gaat in het christendom om de komst van het Koninkrijk van God en niet om het persoonlijke zielenheil. Na een mystieke godservaring in 1896 wende hij zich steeds meer tot het socialisme dat hij een bruikbare ideologie achtte om het sociale vraagstuk van zijn dagen op te lossen. Bovendien zag hij in het socialisme een bewijs van de komst van het Rijk Gods. In 1899 werd hij lid van de SPD en als gevolg hiervan werd hij als predikant geschorst. In december 1900 werd hij in de Landdag van Württemberg gekozen. Hij bleef zes jaar parlementslid, maar raakte gaandeweg gedesillusioneerd in de SPD, die volgens hem niet de mens maar de ideologie centraal stelde. Hij bleef evenwel lid van de SPD. 
Hij kwam gaandeweg tot nieuwe inzichten: de mens kan het Godsrijk niet scheppen. Alleen God kan dit. Wel zijn er allerlei "heenwijzingen" naar het Koninkrijk God, waarvan het socialisme er één is. Steeds meer, zeker na het uitbreken van de Eerste Wereldoorlog, kwam de eschatologische verwachting in zijn denken naar voren. Het Rijk Gods is aanstaande! Maar dit betekent niet dat men op zijn handen moet gaan zitten. Het geduldig wachten gaat samen met het actief zichtbaar maken in deze wereld van bepaalde aspecten van het Godsrijk. Ook al zullen deze pogingen om iets te laten oplichten van het Rijk van God vermoedelijk falen, het blijft plicht van de christen om telkens weer opnieuw te gaan beginnen. Alleen de verwachting van de komst van Christus maakte voor de pacifist Blumhardt de Eerste Wereldoorlog dragelijk.
Blumhardt overleed op 2 augustus 1919. Hij vermaakte het evangelisatiecentrum te Bad Boll aan de Evangelische Broedergemeente.

## Invloed
Blumhardt heeft grote invloed uitgeoefend op de religieus-socialistische beweging in Duitsland en Zwitserland, alsook op de dialectische theologie van Karl Barth en Eduard Thurneysen. Ook een aantal figuren binnen het christenanarchisme, zoals Jacques Ellul en Vernard Eller hebben de invloed van Blumhardt ondergaan.

## Werken
- Hausandachten für alle Tage des Jahres, 1921 (uitgegeven door Eugen Jäckh)
- Vom Reich Gottes. Aus Predigten und Andachten, 1922 (uitgegeven door Eugen Jäckh)
- Von der Nachfolge Jesu Christi. 2. Auswahl aus Predigten und Andachten, 1923 (uitgegeven door Eugen Jäckh)
- Abendgebete für alle Tage des Jahres, 1937 (uitgegeven door Eugen Jäckh)
- Von der Führung Gottes. Briefe an Freunde, 1955 (uitgegeven door Eugen Jäckh)
- Auswahl aus Predigten und Andachten, 4 Bände, 1925–32 (uitgegeven door Robert Lejeune)
- Werke, in verschillende bande tussen 1938 en 196 verschenen (uitgegeven door Robert Lejeune)
- Worte des evang. Pfarrers und Landtagsabgeordneten Christoph Blumhardt, Wuppertal 1972 (uitgegeven door Johannes Harder)
- Christoph Blumhardt - Ansprachen, Predigten, Reden, Briefe: 1865-1917, 3 dln., Neukirchen-Vluyn 1978 (uitgegeven door Johannes Harder)

Een deel van het werk van Blumhardt is in het Engels vertaald en wordt uitgegeven door Plough Publishing House, Rifton, New York.